# Mus cervicolor
Mus cervicolor (Hodgson, 1845) è un roditore della famiglia dei Muridi diffuso nel Subcontinente indiano in Cina e in Indocina.

## Descrizione

### Dimensioni
Roditore di piccole dimensioni, con la lunghezza della testa e del corpo tra 61 e 80 mm, la lunghezza della coda tra 67 e 88 mm, la lunghezza del piede tra 14 e 19 mm, la lunghezza delle orecchie tra 13 e 15 mm e un peso fino a 17,5 g.

### Aspetto
La pelliccia è soffice. Le parti superiori variano dal fulvo scuro al marrone scuro, mentre le parti ventrali variano dal bianco al grigio chiaro. Le orecchie sono grandi. Il dorso delle zampe è bianco. La coda è più corta della testa e del corpo, grigiastra sopra, più chiara sotto. Le femmine hanno due paia di mammelle pettorali e tre paia inguinali. Il cariotipo è 2n=40 FN=40.

## Biologia

### Comportamento
È una specie notturna, parzialmente fossoria e talvolta terricola. Costruisce semplici sistemi di cunicoli e tane.

### Alimentazione
Si nutre di semi ed insetti.

### Riproduzione
Nel West Bengal è stato osservato un periodo riproduttivo da settembre a novembre. Le femmine danno alla luce 5-12 piccoli alla volta.

## Distribuzione e habitat
Questa specie è diffusa nel Subcontinente indiano settentrionale, Cina meridionale e Indocina. Probabilmente è stata introdotta sull'isola di Giava e Sumatra.
Vive in diversi tipi di habitat come campi coltivati e prati a vegetazione alta vicino ai fiumi, zone aperte in foreste decidue di dipterocarpi fino a 2.000 metri di altitudine.

## Tassonomia
Sono state riconosciute 3 sottospecie:
- M. c. annamensis (Robinson & Kloss, 1922): Laos, Vietnam meridionale;
- M. c. cervicolor: Stati indiani del Jammu e Kashmir, Uttarakhand, Sikkim, Assam, Meghalaya, Manipur e West Bengal sud-orientale; Nepal e nella provincia cinese dello Yunnan sud-occidentale e centro-settentrionale; Myanmar settentrionale e meridionale, Thailandia centrale, Giava, Sumatra;
- M. c. popaeus (Thomas, 1919): Myanmar centrale, Thailandia occidentale e orientale.

## Conservazione
La IUCN Red List, considerato il vasto areale, la popolazione numerosa e la presenza in diverse aree protette, classifica M.cervicolor come specie a rischio minimo (Least Concern).